# Nate Richert
Nathaniel Eric "Nate" Richert (Saint Paul, Minnesota, 28 de abril de 1978) es un cantante y antiguo actor estadounidense. Richert es conocido por su papel en la serie de televisión Sabrina, the Teenage Witch, junto a Melissa Joan Hart. Después de la finalización de la serie, trabajó en papeles pequeños de televisión y pasó a dedicarse de lleno a su música.

## Filmografía

### Televisión
| Año       | Título                    | Rol                  | Notas                                             |
| --------- | ------------------------- | -------------------- | ------------------------------------------------- |
| 1996–2003 | Sabrina the Teenage Witch | Harvey Dwight Kinkle | Elenco principal, serie de TV CBS (123 episodios) |
| 1998      | The Tony Danza Show       | Jason                | Invitado 1 episodio, serie de TV                  |
| 1998      | Fantasy Island            | Josh Stevens         | Invitado 1 episodio, serie de TV                  |
| 1999      | Beggars and Choosers      | Desconocido          | Invitado 1 episodio, serie de TV                  |
| 2000      | Touched by an Angel       | Matt Fleming         | Invitado 1 episodio, serie de TV                  |
| 2020      | Home Work                 | He Wasn't Kidnapped  | Invitado 1 episodio, serie de TV                  |